# R U kiddin' me
R U kiddin' me is een single van de Nederlandse zangeres Anouk uit 1999. Het nummer is afkomstig van haar album Urban Solitude. Het is de eerste single van het album en de meest succesvolle single van het album. Het won in 2000 tevens de TMF Award voor beste single 2000.
Het nummer kwam pas in 2014 voor het eerst in de jaarlijst van de Top 2000 van Radio 2.

## Lijsten

### Nederlandse Top 40
| Hitnotering: 09-10-1999 t/m 19-02-2000 | Hitnotering: 09-10-1999 t/m 19-02-2000 | Hitnotering: 09-10-1999 t/m 19-02-2000 | Hitnotering: 09-10-1999 t/m 19-02-2000 | Hitnotering: 09-10-1999 t/m 19-02-2000 | Hitnotering: 09-10-1999 t/m 19-02-2000 | Hitnotering: 09-10-1999 t/m 19-02-2000 | Hitnotering: 09-10-1999 t/m 19-02-2000 | Hitnotering: 09-10-1999 t/m 19-02-2000 | Hitnotering: 09-10-1999 t/m 19-02-2000 | Hitnotering: 09-10-1999 t/m 19-02-2000 | Hitnotering: 09-10-1999 t/m 19-02-2000 | Hitnotering: 09-10-1999 t/m 19-02-2000 | Hitnotering: 09-10-1999 t/m 19-02-2000 | Hitnotering: 09-10-1999 t/m 19-02-2000 | Hitnotering: 09-10-1999 t/m 19-02-2000 | Hitnotering: 09-10-1999 t/m 19-02-2000 | Hitnotering: 09-10-1999 t/m 19-02-2000 | Hitnotering: 09-10-1999 t/m 19-02-2000 | Hitnotering: 09-10-1999 t/m 19-02-2000 | Hitnotering: 09-10-1999 t/m 19-02-2000 |
| Week                                   | 1                                      | 2                                      | 3                                      | 4                                      | 5                                      | 6                                      | 7                                      | 8                                      | 9                                      | 10                                     | 11                                     | 12                                     | 13                                     | 14                                     | 15                                     | 16                                     | 17                                     | 18                                     | 19                                     |                                        |
| -------------------------------------- | -------------------------------------- | -------------------------------------- | -------------------------------------- | -------------------------------------- | -------------------------------------- | -------------------------------------- | -------------------------------------- | -------------------------------------- | -------------------------------------- | -------------------------------------- | -------------------------------------- | -------------------------------------- | -------------------------------------- | -------------------------------------- | -------------------------------------- | -------------------------------------- | -------------------------------------- | -------------------------------------- | -------------------------------------- | -------------------------------------- |
| Nummer                                 | 14                                     | 6                                      | 4                                      | 2                                      | 2                                      | 3                                      | 3                                      | 4                                      | 6                                      | 7                                      | 10                                     | 23                                     | 23                                     | 19                                     | 15                                     | 21                                     | 27                                     | 31                                     | 39                                     | uit                                    |

### NederlandseSingle Top 100
| Hitnotering: 02-10-1999 t/m 26-02-2000 | Hitnotering: 02-10-1999 t/m 26-02-2000 | Hitnotering: 02-10-1999 t/m 26-02-2000 | Hitnotering: 02-10-1999 t/m 26-02-2000 | Hitnotering: 02-10-1999 t/m 26-02-2000 | Hitnotering: 02-10-1999 t/m 26-02-2000 | Hitnotering: 02-10-1999 t/m 26-02-2000 | Hitnotering: 02-10-1999 t/m 26-02-2000 | Hitnotering: 02-10-1999 t/m 26-02-2000 | Hitnotering: 02-10-1999 t/m 26-02-2000 | Hitnotering: 02-10-1999 t/m 26-02-2000 | Hitnotering: 02-10-1999 t/m 26-02-2000 | Hitnotering: 02-10-1999 t/m 26-02-2000 | Hitnotering: 02-10-1999 t/m 26-02-2000 | Hitnotering: 02-10-1999 t/m 26-02-2000 | Hitnotering: 02-10-1999 t/m 26-02-2000 | Hitnotering: 02-10-1999 t/m 26-02-2000 | Hitnotering: 02-10-1999 t/m 26-02-2000 | Hitnotering: 02-10-1999 t/m 26-02-2000 | Hitnotering: 02-10-1999 t/m 26-02-2000 | Hitnotering: 02-10-1999 t/m 26-02-2000 | Hitnotering: 02-10-1999 t/m 26-02-2000 | Hitnotering: 02-10-1999 t/m 26-02-2000 |
| Week                                   | 1                                      | 2                                      | 3                                      | 4                                      | 5                                      | 6                                      | 7                                      | 8                                      | 9                                      | 10                                     | 11                                     | 12                                     | 13                                     | 14                                     | 15                                     | 16                                     | 17                                     | 18                                     | 19                                     | 20                                     | 21                                     |                                        |
| -------------------------------------- | -------------------------------------- | -------------------------------------- | -------------------------------------- | -------------------------------------- | -------------------------------------- | -------------------------------------- | -------------------------------------- | -------------------------------------- | -------------------------------------- | -------------------------------------- | -------------------------------------- | -------------------------------------- | -------------------------------------- | -------------------------------------- | -------------------------------------- | -------------------------------------- | -------------------------------------- | -------------------------------------- | -------------------------------------- | -------------------------------------- | -------------------------------------- | -------------------------------------- |
| Nummer                                 | 33                                     | 14                                     | 7                                      | 4                                      | 3                                      | 3                                      | 3                                      | 3                                      | 6                                      | 6                                      | 8                                      | 11                                     | 14                                     | 17                                     | 20                                     | 26                                     | 31                                     | 38                                     | 51                                     | 67                                     | 76                                     | uit                                    |

### Vlaamse Ultratop 50
| Hitnotering: 13-11-1999 | Hitnotering: 13-11-1999 | Hitnotering: 13-11-1999 |
| Week                    | 1                       |                         |
| ----------------------- | ----------------------- | ----------------------- |
| Nummer                  | 50                      | uit                     |

### NPO Radio 2 Top 2000
| Nummer met noteringen in de NPO Radio 2 Top 2000 | '14  | '15  | '16  | '17  | '18  | '19  | '20  | '21  | '22  | '23  |
| ------------------------------------------------ | ---- | ---- | ---- | ---- | ---- | ---- | ---- | ---- | ---- | ---- |
| R U kiddin' me                                   | 1452 | 1299 | 1587 | 1560 | 1262 | 1266 | 1460 | 1488 | 1589 | 1465 |

1. ↑  Een vetgedrukt getal geeft de hoogste notering aan.
2. ↑  2014 was het eerste jaar met een notering voor dit nummer.
3. ↑  Deze tabel is bijgewerkt tot en met de laatste editie (2024).